# Rosbach (Nidda)

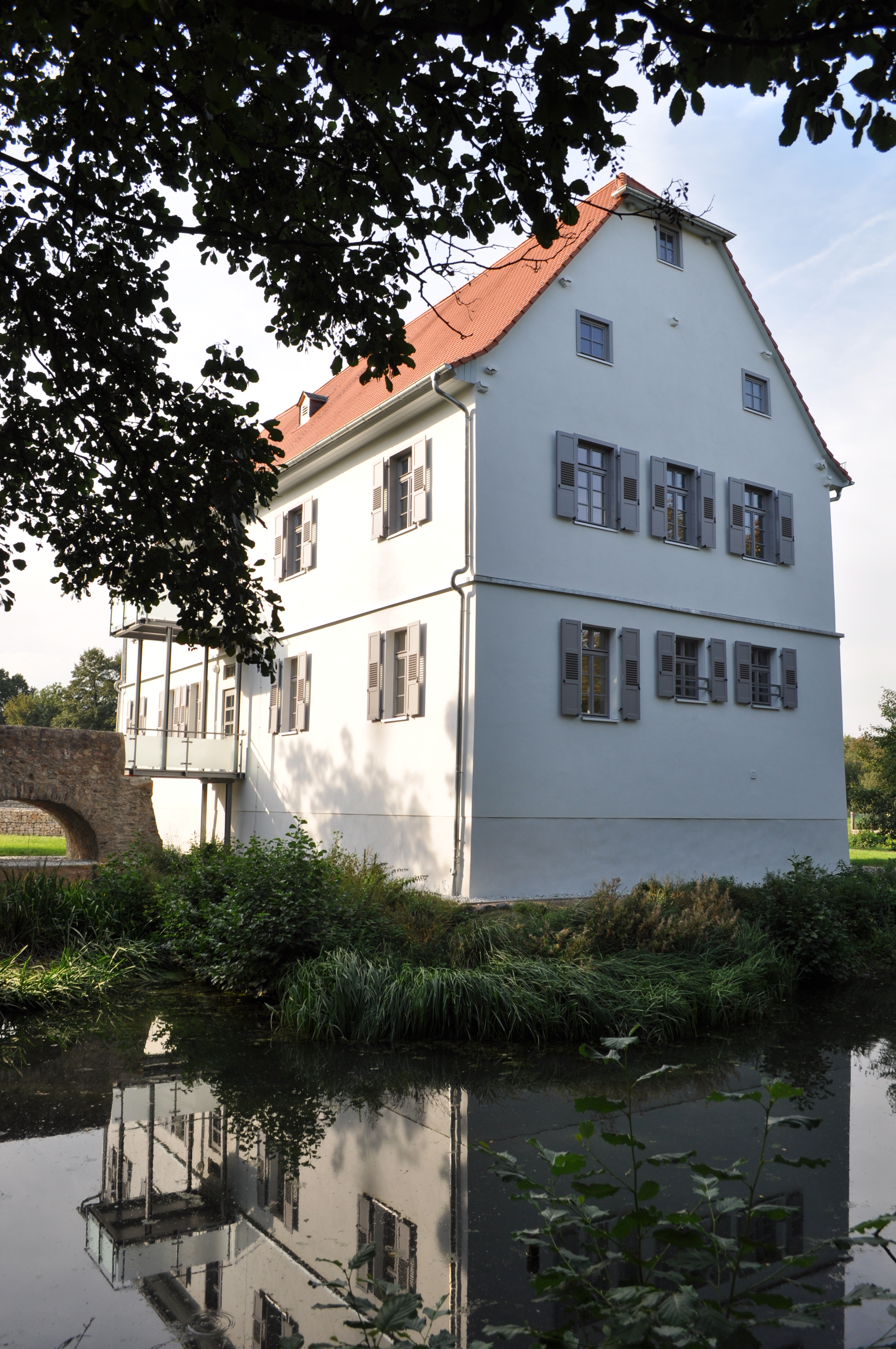
Das Wasser des Rosbachs speist den Wassergraben der Wasserburg Nieder-Rosbach

Der Rosbach ist ein neun Kilometer langer Bach im hessischen Wetteraukreis.

## Geographie

### Verlauf
Der Rosbach entspringt am nördlichen Rand der Stadt Rosbach v. d. Höhe am Taunus. Die Quelle ist durch die Bebauung des Stadtteils Ober-Rosbach nicht mehr genau auszumachen, aber bei einer Freizeitanlage liegt ein kleiner Teich, der sicher den Bach speist. Von hier läuft der Bach in Rohren bis zum östlichen Rand von Ober-Rosbach. Ab der B455 fließt der Bach frei.
Hier mündet der Fahrenbach. Dieser Bach entspringt im kraterartigen Tal am Steinkopf. Er führt mehr Wasser und ist länger als der Rosbach, dennoch hat der Rosbach seinen Namen behalten. Bei Regen ist das Wasser des Fahrenbachs oft getrübt, da im Quellgebiet einige ehemalige Quarzit-Steinbrüche liegen.
Nun erreicht der Bach den Stadtteil Nieder-Rosbach, wo er den Wassergraben der Wasserburg speist. Hier liegen weitere Teiche, die durch hohe Entenpopulationen negativ zur Wasserqualität beitragen. Nach dem Verlassen des Ortes folgt die Rosbacher Kläranlage. Der Bach fließt jetzt in einer kleinen Vertiefung der Wetterau nach Ober-Wöllstadt. Ab hier heißt der Bach Gänsbach. Ein Wäldchen passierend durchfließt der Bach Nieder-Wöllstadt. Hier fließt ihm von der rechten Seite der Lachengraben zu. Als Aubach mündet er nach einer kürzeren Strecke dann in die Nidda.

### Zuflüsse
- Fahrenbach (rechts), 4,7 km, 5,82 km²,
- Lachengraben[2] [GKZ 2485234] (links), 1,5 km
- Lachengraben [GKZ 2485292] (rechts), 1,4 km

### Flusssystem Nidda
- Fließgewässer im Flusssystem Nidda